# 米田徹 (サッカー選手)
米田 徹（よねだ とおる、1969年5月29日 - ）は、日本のサッカー指導者、元サッカー選手。東京都出身。現役時代のポジションは、ディフェンダー。

## 来歴
1992年から1994年にかけて、甲府サッカークラブで選手としてプレーした。
現役引退後は指導者の道へ進み、古巣の三菱養和会サッカースクール、ヴァンフォーレ甲府を経て、2009年にFC岐阜のコーチに就任。同年、JFA公認A級コーチライセンスを取得。2010年はジェフユナイテッド市原・千葉、2011年からはカターレ富山でコーチを務めた。2014年シーズン終了後、契約満了をもって退任。
2015年、FC岐阜のコーチに就任。
2016年、徳島ヴォルティスのヘッドコーチに就任。

## 所属クラブ
- 1985年 - 1987年 三菱養和サッカークラブ (東京都立武蔵野北高等学校)
- 1988年 - 1991年 日本大学
- 1992年 - 1994年 甲府サッカークラブ

## 個人成績
| 国内大会個人成績 | 国内大会個人成績 | 国内大会個人成績 | 国内大会個人成績 | 国内大会個人成績                                 | 国内大会個人成績 | 国内大会個人成績 | 国内大会個人成績 | 国内大会個人成績 | 国内大会個人成績 | 国内大会個人成績 | 国内大会個人成績 |
| 年度             | クラブ           | 背番号           | リーグ           | リーグ戦                                         | リーグ戦         | リーグ杯         | リーグ杯         | オープン杯       | オープン杯       | 期間通算         | 期間通算         |
| 年度             | クラブ           | 背番号           | リーグ           | 出場                                             | 得点             | 出場             | 得点             | 出場             | 得点             | 出場             | 得点             |
| 日本             | 日本             | 日本             | 日本             | リーグ戦                                         | リーグ戦         | リーグ杯         | リーグ杯         | 天皇杯           | 天皇杯           | 期間通算         | 期間通算         |
| ---------------- | ---------------- | ---------------- | ---------------- | ------------------------------------------------ | ---------------- | ---------------- | ---------------- | ---------------- | ---------------- | ---------------- | ---------------- |
| 1992             | 甲府ク           |                  | 旧JFL2部         |                                                  |                  | -                | -                | -                | -                |                  |                  |
| 1993             | 甲府ク           |                  | 旧JFL2部         |                                                  |                  | -                | -                | -                | -                |                  |                  |
| 1994             | 甲府ク           |                  | 旧JFL            |                                                  |                  | -                | -                |                  |                  |                  |                  |
| 通算             | 日本             | 日本             | 旧JFL            | \|\|\|\|colspan="2"\|-\|\|\|\|\|\|\|\|           |                  |                  |                  |                  |                  |                  |                  |
| 通算             | 日本             | 日本             | 旧JFL2部         | \|\|\|\|colspan="2"\|-\|\|colspan="2"\|-\|\|\|\| |                  |                  |                  |                  |                  |                  |                  |
| 総通算           | 総通算           | 総通算           | 総通算           | \|\|\|\|colspan="2"\|-\|\|\|\|\|\|\|\|           |                  |                  |                  |                  |                  |                  |                  |

## 指導歴
- 1995年 - 2002年 三菱養和会サッカースクール
  - 1995年 - 2000年 コーチ
  - 2001年 - 2002年 ジュニアユース コーチ
- 2003年 - 2008年 ヴァンフォーレ甲府
  - 2003年 - 2004年 ユース コーチ
  - 2005年 - 2006年 ジュニアユース 監督
  - 2007年 トップチーム　コーチ
  - 2008年 トップチーム　ヘッドコーチ
- 2009年 FC岐阜 コーチ
- 2010年 ジェフユナイテッド市原・千葉 コーチ
- 2011年 - 2014年 カターレ富山 コーチ
- 2015年 FC岐阜 コーチ
- 2016年 - 2018年 徳島ヴォルティス ヘッドコーチ
- 2019年 - FC岐阜 
  - 2019年 トップチーム ヘッドコーチ[7]
  - 2020年 - 2022年 アカデミーダイレクター兼U-18監督[8]
  - 2023年 - アカデミーダイレクター